# Memići
Memići är ett samhälle i Bosnien och Hercegovina.   Det ligger i entiteten Republika Srpska, i den centrala delen av landet, 130 km nordväst om huvudstaden Sarajevo. Memići ligger 403 meter över havet och antalet invånare är 135.
Terrängen runt Memići är kuperad, och sluttar norrut. Runt Memići är det ganska tätbefolkat, med 67 invånare per kvadratkilometer.. Närmaste större samhälle är Banja Luka, 13,4 km norr om Memići.
Omgivningarna runt Memići är en mosaik av jordbruksmark och naturlig växtlighet.